# Isogamia

Distintos tipos de isogamia.

La isogamia (del griego isos igual y gamos, matrimonio) es una forma de reproducción sexual propia de los vegetales en la cual los dos gametos que se unen para formar el cigoto son idénticos en estructura y tamaño. 
En ocasiones, cuando los gametos provienen de una misma célula no pueden unirse entre sí. Para que la unión se lleve a cabo es necesaria la existencia de fragmentos provenientes de dos estirpes diferentes pero que sean compatibles, por ejemplo, algunas algas marinas incluyendo la ulva. Dada la similitud de los gametos que intervienen en la isogamia, no es posible considerarlos femeninos y masculinos, ya que son totalmente iguales, simplemente se les denomina como positivos o negativos para la reproducción.
La unión de los gametos se denomina fecundación y al resultado de esta fusión se le llama cigoto, el cual dará origen al nuevo organismo después de sufrir varias transformaciones.